# Patricia Medina

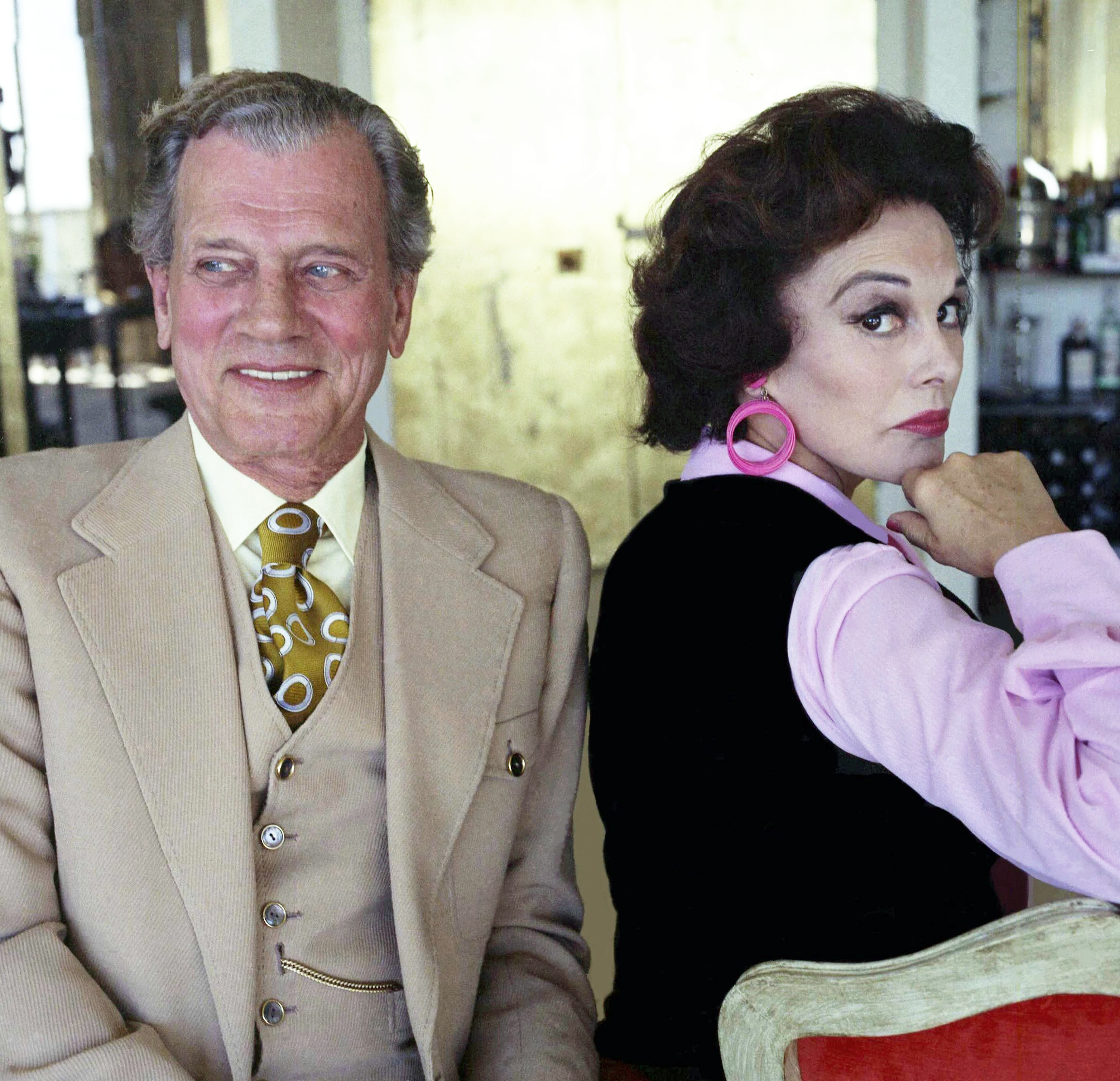
Patricia Medina mit Ehemann Joseph Cotten im Jahr 1973

Patricia Medina (* 19. Juli 1919 in Liverpool, England; † 28. April 2012 in Los Angeles, Kalifornien) war eine britische Schauspielerin.

## Leben und Karriere
Die Tochter eines Engländers und einer Spanierin wurde bereits während ihrer Schulzeit entdeckt und bei den Elstree-Studios verpflichtet. Ihr Filmdebüt gab sie 1937 in Das Mädchen mit der Maske. 1945 ging sie nach Hollywood und war dort vornehmlich in B-Filmen und später in zahlreichen Fernsehproduktionen zu sehen. Zu ihren bekanntesten Kinofilmen gehören der Abenteuerstreifen Die drei Musketiere (1948) mit Gene Kelly in der Hauptrolle sowie der Thriller Herr Satan persönlich (1955) von und mit Orson Welles. 1952 spielte sie in Aladdin and His Lamp die Hauptrolle der Prinzessin Jasmin.
Nachdem sie seit Anfang der 1960er Jahre vornehmlich in Fernsehproduktionen aufgetreten war, kam sie 1968 in Das Doppelleben der Sister George in einer ungewöhnlichen Rolle als Frauen-Domina zum Kinofilm zurück. 1978 zog sich die Schauspielerin endgültig aus dem Filmgeschäft zurück.
Patricia Medina war von 1941 bis 1951 mit dem Schauspieler Richard Greene verheiratet, diese Ehe wurde geschieden. Im Jahr 1960 heiratete sie den Schauspieler Joseph Cotten, mit dem sie bis zu seinem Tod verheiratet blieb. Beide spielten gemeinsam im Film U 4000 – Panik unter dem Ozean.

## Filmografie (Auswahl)
- 1938: Mr. Satan
- 1943: Spionagering M (They Met in the Dark)
- 1946: Geheimnis des Herzens (The Secret Heart)
- 1947: Eine Welt zu Füßen (The Foxes of Harrow)
- 1948: Die drei Musketiere (The Three Musketeers)
- 1949: Auf Leben und Tod (The Fighting O’Flynn)
- 1950: Francis, ein Esel – Herr General (Francis)
- 1950: Liebe unter schwarzen Segeln (Fortunes of Captain Blood)
- 1950: Der geheimnisvolle Ehemann (The Jackpot)
- 1950: Abbott und Costello als Legionäre (Abbott and Costello in the Foreign Legion)
- 1951: Der nächtliche Reiter (The Lady and the Bandit)
- 1951: Valentino – Liebling der Frauen (Valentino)
- 1951: Der rote Falke von Bagdad (The Magic Carpet)
- 1952: Die schwarze Isabell (Captain Pirate)
- 1952: Aladdin and His Lamp
- 1952: Die Frau mit der eisernen Maske (Lady in the Iron Mask)
- 1953: Zaubernächte des Orients (Siren of Bagdad)
- 1953: Das Schiff der Verurteilten (Botany Bay)
- 1955: Die Piraten von Tripolis (Pirates of Tripoli)
- 1955: Herr Satan persönlich (Mr. Arkadin)
- 1960: Bonanza (Fernsehserie)
- 1960: Riverboat (Fernsehserie)
- 1968: Das Doppelleben der Sister George (The Killing of Sister George)
- 1969: U 4000 – Panik unter dem Ozean (Ido Zero Daisakusen)
- 1975: Die Sieben vom Holzfällercamp (Timber Tramps)